# Piotr Korkin
Piotr Andriejewicz Korkin (ros. Пётр Андреевич Коркин, ur. 1900 we wsi Czastoozierskoje w guberni tobolskiej, zm. 29 stycznia 1940) – funkcjonariusz radzieckich organów bezpieczeństwa, major, szef Zarządów NKWD obwodu woroneskiego (1937-1938) i obwodu dniepropetrowskiego (1938-1939).

## Życiorys
Po ukończeniu dwóch klas szkoły wiejskiej pracował w wiejskim sklepie, później pracował w gospodarstwie ojca, 1917-1919 służył w rosyjskiej armii. Od września 1919 do sierpnia 1921 w Armii Czerwonej, równocześnie od czerwca 1920 do stycznia 1921 studiował w szkole partyjnej przy Wydziale Politycznym 5 Armii w Irkucku. Od września 1920 w RKP(b), od sierpnia 1921 do sierpnia 1922 pełnomocnik Wydziału Specjalnego 5 Armii w Irkucku, pomocnik szefa oddziału Wydziału Specjalnego 5 Dywizji Kawalerii w Troickosawsku (obecnie Kiachta), od sierpnia do października 1922 szef Wydziału Specjalnego 36 Dywizji Piechoty. Od października 1922 do marca 1930 kolejno szef 1 oddziału pogranicznego Wydziału Specjalnego 5 Dywizji Kawalerii, oddziału Buriacko-Mongolskiego Obwodowego Oddziału GPU, szef działu tajno-operacyjnego i zastępca szefa Buriacko-Mongolskiego Obwodowego Oddziału GPU, zastępca szefa Oddziału Pełnomocnego Przedstawicielstwa OGPU na Dalekim Wschodzie, szef wydziału kontrwywiadowczego Nadmorskiego Gubernialnego Oddziału GPU i okręgowego oddziału GPU we Władywostoku. Od 1 marca 1930 do 13 marca 1931 szef wydziału tajno-politycznego Pełnomocnego Przedstawicielstwa OGPU w Kraju Dalekowschodnim, potem pełnomocnik operacyjny Oddziału IV i p.o. pomocnika szefa Oddziału II Wydziału Tajno-Politycznego OGPU przy Radzie Komisarzy Ludowych ZSRR, od 17 października 1932 do 1 kwietnia 1933 szef Oddziału III Wydziału Tajno-Politycznego OGPU przy Radzie Komisarzy Ludowych ZSRR, od 1 kwietnia do grudnia 1934 szef Oddziału VI Wydziału Tajno-Politycznego OGPU przy Radzie Komisarzy Ludowych ZSRR/Głównego Zarządu Bezpieczeństwa Państwowego. Od grudnia 1934 do 14 grudnia 1936 pomocnik szefa Wydziału Tajno-Politycznego Zarządu Bezpieczeństwa Państwowego (UGB) Zarządu NKWD obwodu leningradzkiego, od 23 marca 1936 kapitan bezpieczeństwa państwowego, a od 20 grudnia 1936 major bezpieczeństwa państwowego. Od 25 grudnia 1936 do 20 lipca 1937 szef Wydziału IV UGB Zarządu NKWD obwodu leningradzkiego, od 20 lipca 1937 do 26 lutego 1938 szef Zarządu NKWD obwodu woroneskiego, a od 26 lutego 1938 do stycznia 1939 szef Zarządu NKWD obwodu dniepropetrowskiego. 
Deputowany do Rady Najwyższej ZSRR I kadencji. 
W styczniu 1939 aresztowany, 28 stycznia 1940 skazany na śmierć przez Wojskowe Kolegium Sądu Najwyższego ZSRR i rozstrzelany.

## Odznaczenia
- Order Lenina (25 czerwca 1937)
- Medal jubileuszowy „XX lat Robotniczo-Chłopskiej Armii Czerwonej” (22 lutego 1938)
- Odznaka "Honorowy Pracownik Czeki/GPU (V)" (1929)
- Odznaka "Honorowy Pracownik Czeki/GPU (XV)" (8 kwietnia 1934)